# V362 Андромеды
V362 Андромеды (лат. V362 Andromedae) — тройная звезда в созвездии Андромеды на расстоянии приблизительно 2988 световых лет (около 916 парсеков) от Солнца.
Пара первого и второго компонентов — двойная затменная переменная звезда (E:). Видимая звёздная величина звезды — от +8,55m до +8,42m. Орбитальный период — около 18,519 суток.

## Характеристики
Первый компонент — красный гигант спектрального класса M0. Масса — около 1,762 солнечной, радиус — около 102,851 солнечных, светимость — около 1142,521 солнечных. Эффективная температура — около 3847 K.
Третий компонент — коричневый карлик. Масса — около 74,91 юпитерианских. Удалён на 1,806 а.е..